# Pohár UEFA 1997/1998
Sezóna 1997/98 Poháru UEFA byla 40. ročníkem tohoto poháru. Vítězem se stal tým Inter Milán.
Byl to první ročník, kdy se hrálo finále jednozápasově na neutrální půdě.

## První předkolo
| Domácí v 1. zápase      | Celkem    | Hosté v 1. zápase      | 1. zápas | 2. zápas    |
| ----------------------- | --------- | ---------------------- | -------- | ----------- |
| FK Dinamo Minsk         | (v)2-2    | Kolheti Poti           | 1-0      | 1-2         |
| Hapoel Petah Tikva      | 3-1       | Flora Tallinn          | 1-0      | 2-1         |
| FK Dněpr Dněpropetrovsk | 8-1       | FC Jerevan             | 6-1      | 2-0         |
| Inkaras Kaunas          | 4-7       | Boby Brno              | 3-1      | 1-6         |
| MyPa                    | 1-4       | Apollon Limassol       | 1-1      | 0-3         |
| Inter Cardiff           | 0-8       | Celtic FC              | 0-3      | 0-5         |
| Neuchâtel Xamax         | 10-1      | Tiligul-Tiras Tiraspol | 7-0      | 3-1         |
| CS Grevenmacher         | 1-6       | Hajduk Split           | 1-4      | 0-2         |
| Grasshopper Club Zürich | 10-1      | Coleraine FC           | 3-0      | 7-1         |
| FK Vojvodina Novi Sad   | 2-2(pen.) | Viking Stavanger       | 0-2      | 2-0(prodl.) |
| KR Reykjavík            | 4-1       | FC Dinamo București    | 2-0      | 2-1         |
| Bohemian FC             | 0-6       | Ferencváros Budapešť   | 0-1      | 0-5         |
| FK Jablonec 97          | 8-0       | FK Karabakh            | 5-0      | 3-0         |
| Birkirkara FC           | 1-4       | Spartak Trnava         | 0-1      | 1-3         |
| Odra Wodzisław Śląski   | 4-2       | FK Pobeda Prilep       | 3-0      | 1-2         |
| Daugava Riga            | 2-5       | FK Vorskla Poltava     | 1-3      | 1-2         |
| Brann Bergen            | (v)4-4    | Naftex Burgas          | 2-1      | 2-3         |
| Principat               | 0-17      | Dundee United FC       | 0-8      | 0-9         |
| HIT Gorica              | (v)4-4    | Otelul Galati          | 2-0      | 2-4         |
| Újpest FC               | 9-2       | KÍ Klaksvík            | 6-0      | 3-2         |

## Druhé předkolo
| Domácí v 1. zápase      | Celkem    | Hosté v 1. zápase       | 1. zápas | 2. zápas    |
| ----------------------- | --------- | ----------------------- | -------- | ----------- |
| Hajduk Split            | 5-2       | Malmö FF                | 3-2      | 2-0         |
| RSC Anderlecht          | 4-0       | FK Vorskla Poltava      | 2-0      | 2-0         |
| Neuchâtel Xamax         | 4-2       | Viking Stavanger        | 3-0      | 1-2         |
| Rotor Volgograd         | 6-3       | Odra Wodzisław Śląski   | 2-0      | 4-3         |
| Trabzonspor             | 2-1       | Dundee United FC        | 1-0      | 1-1         |
| Rapid Vídeň             | 6-3       | Boby Brno               | 6-1      | 0-2         |
| Tirol Innsbruck         | 5-7       | Celtic FC               | 2-1      | 3-6         |
| Helsingborg             | 1-1(pen.) | Ferencváros Budapešť    | 0-1      | 1-0(prodl.) |
| Vejle                   | 0-1       | Hapoel Petah Tikva      | 0-0      | 0-1         |
| Grasshopper Club Zürich | 3-2       | Brann Bergen            | 3-0      | 0-2         |
| HIT Gorica              | 3-8       | Club Brugge KV          | 3-5      | 0-3         |
| PAOK                    | 6-3       | Spartak Trnava          | 5-3      | 1-0         |
| KR Reykjavík            | 1-3       | OFI Kréta               | 0-0      | 1-3         |
| FK Jablonec 97          | 1-1(v)    | Örebro SK               | 1-1      | 0-0         |
| Apollon Limassol        | 0-3       | Excelsior Mouscron      | 0-0      | 0-3         |
| FK Dinamo Minsk         | 0-3       | Lillestrøm SK           | 0-2      | 0-1         |
| Újpest                  | 2-3       | Aarhus GF               | 0-0      | 2-3         |
| PFK Alanija Vladikavkaz | 6-2       | FK Dněpr Dněpropetrovsk | 2-1      | 4-1         |

## První kolo
| Domácí v 1. zápase  | Celkem | Hosté v 1. zápase       | 1. zápas | 2. zápas    |
| ------------------- | ------ | ----------------------- | -------- | ----------- |
| Deportivo La Coruña | 1-2    | AJ Auxerre              | 1-2      | 0-0         |
| Austria Salzburg    | 6-7    | RSC Anderlecht          | 4-3      | 2-4         |
| PAOK                | 2-1    | Arsenal FC              | 1-0      | 1-1         |
| Widzew Lodž         | 1-3    | Udine                   | 1-0      | 0-3         |
| NK Maribor          | 2-10   | Ajax Amsterdam          | 1-1      | 1-9         |
| Olympique Lyon      | 7-3    | Brøndby                 | 4-1      | 3-2         |
| MPKC Mazyr          |        | Dinamo Tbilisi          | 1-1      | 0-1         |
| Real Valladolid     | 2-1    | Skonto Riga             | 2-0      | 0-1         |
| Vitória Guimarães   | 1-6    | SS Lazio                | 0-4      | 1-2         |
| RC Štrasburk        | 4-2    | Rangers FC              | 2-1      | 2-1         |
| MTK Budapešť        | 4-1    | PFK Alanija Vladikavkaz | 3-0      | 1-1         |
| Schalke 04          | 5-2    | Hajduk Split            | 2-0      | 3-2         |
| Bastia              | 1-0    | Benfica Lisabon         | 1-0      | 0-0         |
| FC Sion             | 1-6    | FK Spartak Moskva       | 0-1      | 1-5         |
| OFI Kréta           | 4-2    | Ferencváros Budapešť    | 3-0      | 1-2         |
| Sampdoria Janov     | 1-4    | Athletic Bilbao         | 1-2      | 0-2         |
| Girondins Bordeaux  | 0-1    | Aston Villa FC          | 0-0      | 0-1(prodl.) |
| FC Steaua București | 2-1    | Fenerbahce Istanbul     | 0-0      | 2-1         |
| Rotor Volgograd     | 6-1    | Örebro SK               | 2-0      | 4-1         |
| FC Jazz Pori        | 1-7    | Mnichov 1860            | 0-1      | 1-6         |
| Trabzonspor         | 5-6    | VfL Bochum              | 2-1      | 3-5         |
| Croatia Záhřeb      | 9-4    | Grasshopper Club Zürich | 4-4      | 5-0         |
| Vitesse             | 2-3    | SC Braga                | 2-1      | 0-2         |
| Rapid Vídeň         | 2-1    | Hapoel Petah Tikva      | 1-0      | 1-1         |
| Inter Milán         | 4-0    | Neuchâtel Xamax         | 2-0      | 2-0         |
| Celtic FC           | 2-2(v) | Liverpool FC            | 2-2      | 0-0         |
| Excelsior Mouscron  | 1-6    | Méty                    | 0-2      | 1-4         |
| Twente              | (v)2-2 | Lillestrøm SK           | 0-1      | 2-1         |
| Bejtar Jeruzalém FC | 2-4    | Club Brugge KV          | 2-1      | 0-3         |
| Atlético Madrid     | 4-1    | Leicester City          | 2-1      | 2-0         |
| Aarhus GF           | 3-2    | FC Nantes               | 2-2      | 1-0         |
| Karlsruher SC       | 3-2    | Anorthosis Famagusta    | 2-1      | 1-1         |

## Druhé kolo
| Domácí v 1. zápase  | Celkem | Hosté v 1. zápase | 1. zápas | 2. zápas |
| ------------------- | ------ | ----------------- | -------- | -------- |
| RC Štrasburk        | 3-2    | Liverpool FC      | 3-0      | 0-2      |
| Inter Milán         | 4-3    | Olympique Lyon    | 1-2      | 3-1      |
| SC Braga            | 5-0    | Dinamo Tbilisi    | 4-0      | 1-0      |
| Schalke 04          | 3-1    | RSC Anderlecht    | 1-0      | 2-1      |
| Ajax Amsterdam      | (v)2-2 | Udine             | 1-0      | 1-2      |
| Club Brugge KV      | 2-4    | VfL Bochum        | 1-0      | 1-4      |
| Méty                | 1-3    | Karlsruhe         | 0-2      | 1-1      |
| FK Spartak Moskva   | 4-1    | Real Valladolid   | 2-0      | 2-1      |
| MTK Budapešť        | 1-2    | Croatia Záhřeb    | 1-0      | 0-2      |
| Atlético Madrid     | 9-6    | PAOK              | 5-2      | 4-4      |
| FC Steaua București | (v)3-3 | Bastia            | 1-0      | 2-3      |
| Athletic Bilbao     | 1-2    | Aston Villa FC    | 0-0      | 1-2      |
| Rapid Vídeň         | 4-2    | Mnichov 1860      | 3-0      | 1-2      |
| Rotor Volgograd     | 0-3    | SS Lazio          | 0-0      | 0-3      |
| Aarhus GF           | 1-1(v) | Twente            | 1-1      | 0-0      |
| AJ Auxerre          | 5-4    | OFI Kréta         | 3-1      | 2-3      |

## Třetí kolo
| Domácí v 1. zápase  | Celkem | Hosté v 1. zápase | 1. zápas | 2. zápas    |
| ------------------- | ------ | ----------------- | -------- | ----------- |
| RC Štrasburk        | 2-3    | Inter Milán       | 2-0      | 0-3         |
| SC Braga            | 0-2    | Schalke 04        | 0-0      | 0-2         |
| Ajax Amsterdam      | 6-4    | VfL Bochum        | 4-2      | 2-2         |
| Karlsruhe           | 0-1    | FK Spartak Moskva | 0-0      | 0-1(prodl.) |
| Croatia Záhřeb      | 1-2    | Atlético Madrid   | 1-1      | 0-1         |
| FC Steaua București | 2-3    | Aston Villa FC    | 2-1      | 0-2         |
| Rapid Vídeň         | 0-3    | SS Lazio          | 0-2      | 0-1         |
| Twente              | 0-3    | AJ Auxerre        | 0-1      | 0-2         |

## Čtvrtfinále
| Domácí v 1. zápase | Celkem | Hosté v 1. zápase | 1. zápas | 2. zápas    |
| ------------------ | ------ | ----------------- | -------- | ----------- |
| Inter Milán        | 2-1    | Schalke 04        | 1-0      | 1-1(prodl.) |
| Ajax Amsterdam     | 1-4    | FK Spartak Moskva | 1-3      | 0-1         |
| Atlético Madrid    | (v)2-2 | Aston Villa FC    | 1-0      | 1-2         |
| SS Lazio           | 3-2    | AJ Auxerre        | 1-0      | 2-2         |

## Semifinále
| Domácí v 1. zápase | Celkem | Hosté v 1. zápase | 1. zápas | 2. zápas |
| ------------------ | ------ | ----------------- | -------- | -------- |
| Inter Milán        | 4-2    | FK Spartak Moskva | 2-1      | 2-1      |
| Atlético Madrid    | 0-1    | SS Lazio          | 0-1      | 0-0      |

## Finále
| 6. května 1998 20:45                            |        |          |                                                                                  |
| Inter Milán                                     | 3 – 0  | SS Lazio | Parc des Princes, Paříž diváci: 44 412 rozhodčí: Antonio López Nieto (Španělsko) |
| Iván Zamorano 5' Javier Zanetti 60' Ronaldo 70' | Report |          | Parc des Princes, Paříž diváci: 44 412 rozhodčí: Antonio López Nieto (Španělsko) |

| Pohár UEFA 1997/98 Inter Milán Gianluca Pagliuca , Salvatore Fresi, Francesco Colonnese, Taribo West, Javier Zanetti, Aron Winter, Zé Elias, Diego Simeone, Youri Djorkaeff, Ronaldo, Iván Zamorano, Andrea Mazzantini, Fabio Galante, Luigi Sartor, Benoît Cauet, Francesco Moriero, Nwankwo Kanu, Álvaro Recoba Trenér: Luigi Simoni |